# Frits van Bindsbergen
Frits van Bindsbergen (Babberich, Zevenaar, 18 d'agost de 1960) va ser un ciclista neerlandès, que fou professional de 1983 a 1986. Encara com amateur, va guanyar el Campionat del Món en Contrarellotge per equips de 1982.

## Palmarès
- 1982
  -  Campió del món en contrarellotge per equips (amb Gerard Schipper, Maarten Ducrot i Gerrit Solleveld)
  - Vencedor d'una etapa a l'Olympia's Tour

### Resultats a la Volta a Espanya
- 1983. Abandona